# Euphorbia argillosa
Euphorbia argillosa är en törelväxtart som beskrevs av Robert Hippolyte Chodat och Emil Hassler. Euphorbia argillosa ingår i släktet törlar, och familjen törelväxter.
Artens utbredningsområde är Paraguay. Inga underarter finns listade i Catalogue of Life.